# National Board of Review Awards 1958
La 30ª edizione dei National Board of Review Awards si è tenuta nel dicembre 1958.

## Classifiche

### Migliori dieci film
- La gatta sul tetto che scotta (Cat on a Hot Tin Roof), regia di Richard Brooks
- Karamazov (The Brothers Karamazov), regia di Richard Brooks
- Windjammer, regia di Bill Colleran e Louis De Rochemont III
- La divina (The Goddess), regia di John Cromwell
- L'ultimo urrà (The Last Hurrah), regia di John Ford
- Io e il colonnello ( Me and the Colonel), regia di Peter Glenville
- Tavole separate (Separate Tables), regia di Delbert Mann
- Gigi, regia di Vincente Minnelli
- La lunga estate calda (The Long Hot Summer), regia di Martin Ritt
- Il vecchio e il mare (The Old Man and the Sea), regia di John Sturges

### Migliori film stranieri
- L'uomo e il diavolo (Le rouge et le noir), regia di Claude Autant-Lara
- Titanic, latitudine 41 nord (A Night to Remember), regia di Roy Ward Baker
- La bocca della verità (The Horse's Mouth), regia di Ronald Neame
- Il lamento sul sentiero (Pather Panchali), regia di Satyajit Ray
- Mio zio (Mon oncle), regia di Jacques Tati

## Premi
- Miglior film: Il vecchio e il mare (The Old Man and the Sea), regia di John Sturges
- Miglior film straniero: Il lamento sul sentiero (Pather Panchali), regia di Satyajit Ray
- Miglior attore: Spencer Tracy (Il vecchio e il mare e L'ultimo urrà)
- Miglior attrice: Ingrid Bergman (La locanda della sesta felicità)
- Miglior attore non protagonista: Albert Salmi (Karamazov e Bravados)
- Miglior attrice non protagonista: Kay Walsh (La bocca della verità)
- Miglior regista: John Ford (L'ultimo urrà)